# Rossbolbodarna
Rossbolbodarna är en by belägen i Lockne distrikt (Lockne socken) i Östersunds kommun, invid riksväg E14, sju kilometer söder om Brunflo. Byn var fram till 1930-talet, då riksvägen drogs om, en ensligt belägen fäbodvall.